# Giona (torrente)
Il Giona è un torrente che nasce dal Monte Tamaro, nel Canton Ticino in Svizzera nella Valle della Grassa di Dentro, a più di 1800 metri s.l.m.. 

## Percorso
Dopo circa 2 km entra in territorio italiano, a quota 665 metri s.l.m. in provincia di Varese, nel comune di Veddasca. 
Attraversando una stretta gola, correndo lungo la Val Veddasca, possiede una pendenza media del 4,5% nei suoi 10,2 km di lunghezza, sfocia nel Lago Maggiore a quota 193 metri s.l.m. nel comune di Maccagno, all'altezza del Parco Giona. 
Attraversa i comuni di Gambarogno in Svizzera e di Veddasca, Curiglia con Monteviasco, Dumenza e Maccagno in Italia.
Durante il suo percorso tra le montagne coperte di boschi, riceve numerosi torrenti che contribuiscono ad aumentarne la portata mentre l'elevata pendenza dell'alveo rende le sue acque turbolente caratterizzate da un substrato di massi e ghiaia. Alcuni di questi torrenti sono il Laveree, il Ri, il Viascola o Viaschina e il Crana.
La relativa abbondanza di portata solida, quindi, va a costituire vasti depositi alluvionali alla foce.

## La sua fauna ittica
Il torrente Giona riveste particolare importanza dal punto di vista ittico per la qualità del suo habitat fluviale che ospita prevalentemente Salmonidi, Ciprinidi e Cottidi, in particolare trota fario, temolo, cavedano, vairone e scazzone.

## Sfruttamento idrico
Parte della portata del torrente viene sfruttata a fini idroelettrici sin dal 1902. L'impianto utilizza un dislivello di 145 metri attraverso un canale deviatore dal diametro compreso tra 0,95 e 1,10 metri.
Un secondo impianto di più recente costruzione preleva nuovamente acqua poco dopo la vecchia centrale e la convoglia tramite una condotta forzata sotterranea verso una centrale più piccola situata vicino alla foce, 40 metri più in basso, con una tubazione in acciaio dal diametro di 1,2 metri per una portata media stimata di 3 metri cubi al secondo. La condotta termina 20 metri prima del Civico Museo Parisi-Valle. La centrale idroelettrica è destinata alla produzione annua di 3.500.000 kWh.

## Inquinamento
La qualità delle sue acque è moderatamente alterata dall'esistenza di inquinamento organico.